# 塞西爾·格林圖書館
塞西爾·格林圖書館（Cecil H. Green Library），通稱格林圖書館（Green Library），是史丹福大學的主圖書館，得名於英國物理學家塞西爾·格林。格林圖書館收藏有約400萬本藏書，以人文類和社會科學類藏書為主。在格林圖書館和其它史丹福大學圖書館內的藏書被掃描收錄入Google Books。

## 外部連結
- Stanford University Libraries & Academic Information Resources
- Online Tour of Green Library
- Information Center, Green Library Archive.today的存檔，存档日期2012-12-15

37°25′36″N 122°10′01″W / 37.42678°N 122.16707°W